# Bavincourt
Bavincourt – miejscowość i gmina we Francji, w regionie Hauts-de-France, w departamencie Pas-de-Calais.
Według danych na rok 1990 gminę zamieszkiwały 353 osoby, a gęstość zaludnienia wynosiła 47 osób/km² (wśród 1549 gmin regionu Nord-Pas-de-Calais Bavincourt plasuje się na 886. miejscu pod względem liczby ludności, natomiast pod względem powierzchni na miejscu 484.).